# 진찰기록
진찰기록이란 병원에서 사용하는 문서 및 기록을 총칭하는 개념이다. 진찰기록은 의료과오소송에서 의사의 과실을 증명하는데 중요하게 쓰인다. 

## 종류

### 내원 및 진찰과정
- 응급실기록지
- 응급실간호기록지
- 협의진료기록지
- 검사결과지
- 방사선 영상 기록

### 수술과정
- 수술기록지
- 마취기록지
- 수술요약기록지

### 치료과정
- 경과기록지
- 의사지시기록지
- 간호기록지
- 병력기록지
- 활력징후기록지
- 입퇴원기록지
- 퇴원요약지
- 투약일지

## 같이 보기
- 병력